# André Bayala
André Bayala, plus connu sous le nom de Chef André, est un artisan chocolatier, pâtissier et entrepreneur burkinabè. En 2016, il remporte le prix du meilleur chocolatier d’Afrique. 

## Biographie

### Jeunesse
André Bayala est issu d'une famille de cuisiniers. Ses deux parents exerçaient ce métiers,. Il interrompt ses études en classe de troisième pour se lancer dans la restauration. Il commence comme plongeur au restaurant universitaire de Ouagadougou avant de partir en Côte d’Ivoire où il se forme durant cinq ans à la pâtisserie, la boulangerie et la chocolaterie. Il y travaille jusqu'à la crise politico-militaire de 2002. À l'age de 25 ans, avec d'autres jeunes, il tente sans succès de rejoindre l'Europe par la mer. La plupart de ses camarades de fortune sont morts noyés. Survivant, il sera rapatrié au Sénégal où il ouvre sa première pâtisserie qui finit par faire faillite. En 2009, il retourne au Burkina Faso avec pour ambition de professionnaliser son secteur d'activité en formant des jeunes.

### Carrière
Chef André a successivement dirigé les pâtisseries La Baguette du Faso et La Perle. C’est sous cette dernière enseigne qu’il participe au championnat d’Afrique du chocolat en 2016, qu’il remporte. Il décide ensuite de se spécialiser davantage en transformation du cacao à Genève où il suit une formation de théobromeur(fabricant de chocolat à partir de la fève). En 2018, il crée « Chez Chef André », sa première pâtisserie au Burkina avec trois employés. 

## Innovations
Suite à la crise russo-ukrainienne et à la pénurie de blé, Chef André oriente sa production vers l'utilisation de farines locales telles que le maïs, le sorgho et le mil. Il développe également une méthode de tempérage du chocolat permettant à ses produits de résister à la température ambiante (31 °C) du Burkina Faso sans réfrigération. 
En 2023, il ouvre à Ouagadougou le tout premier centre de formation aux métiers de bouche du Burkina Faso,,.

## Distinctions
2015 : meilleur ouvrier du Burkina Faso
2016 : Meilleur chocolatier d’Afrique
2021 : Prix du meilleur artisan chocolatier d'Afrique au Dubaï Business Award
2022 : il est fait chevalier de l'ordre du Mérite burkinabè